# ...Say When
Albums de Nicolette Larson
All Dressed Up & No Place to Go
(1982) Rose of My Heart
(1986)
Singles
1. Building Bridges
Sortie : 1985
2. Only Love Will Make It Right
Sortie : 1985
3. When You Get a Little Lonely
Sortie : 1985

...Say When est le cinquième album studio de Nicolette Larson, sorti en 1985.
L'album s'est classé 48e au Top Country Albums.

## Liste des titres
| 1. | When You Get a Little Lonely | Nicolette Larson, John Leo, Wendy Waldman | 3:31 |
| 2. | Say When                     | Gary Nicholson, Kevin Walch               | 2:41 |
| 3. | Building Bridges             | Hank DeVito, Larry Willoughby             | 3:47 |
| 4. | Only Love Will Make It Right | Bob McDill                                | 2:56 |
| 5. | I Just Keep Falling in Love  | Steve Goodman, Bill LaBounty              | 3:07 |

| 1. | Break Away                                | Wayland Holyfield, Gary Nicholson | 3:01 |
| 2. | Blow on, Chilly Wind                      | Jesse Winchester                  | 3:26 |
| 3. | Dancin' Round and Round                   |                                   | 3:41 |
| 4. | You Were the One                          | Randy Albright                    | 2:25 |
| 5. | You Dan't Say (You Don't Love Me Anymore) | John Jarvis, Bill Lamb            | 2:40 |